# Maike Bühle
Maike Bühle (geboren nach 1950) ist eine deutsche Chorleiterin und Hochschullehrerin.
Maike Bühle studierte erst Schulmusik an der Universität der Künste in Berlin, anschließend Chordirigieren bei Christian Grube, Kai-Uwe Jirka und Jörg-Peter Weigle sowie Orchesterdirigieren bei Manfred Fabricius, bei dem sie auch noch in ihrer Studienzeit als Assistentin des Universitätsmusikdirektors tätig war. Zusätzlich erhielt sie auch prägende Impulse bei Peter Dijkstra, Anders Eby, Michael Gläser, Stefan Parkman, Helmuth Rilling und Gustav Sjökvist.
Von 2011 bis 2015 lehrte sie als hauptamtliche Dozentin für Chordirigieren an der Hochschule für Musik und Theater Leipzig und leitete dort den Hochschulchor. Von 2015 bis 2018 war Maike Bühle Professorin für Dirigieren an der Hochschule für Kirchenmusik in Bayreuth mit Schwerpunkt Chorleitung und leitete den Konzertchor der Hochschule. Seit 2018 ist sie Professorin für Chorleitung an der Universität der Künste in Berlin. Sie gründete und leitet dort unter anderem den Kammerchor der Künste Berlin und den Frauenchor der Künste Berlin.